# Vorstädte von Düren

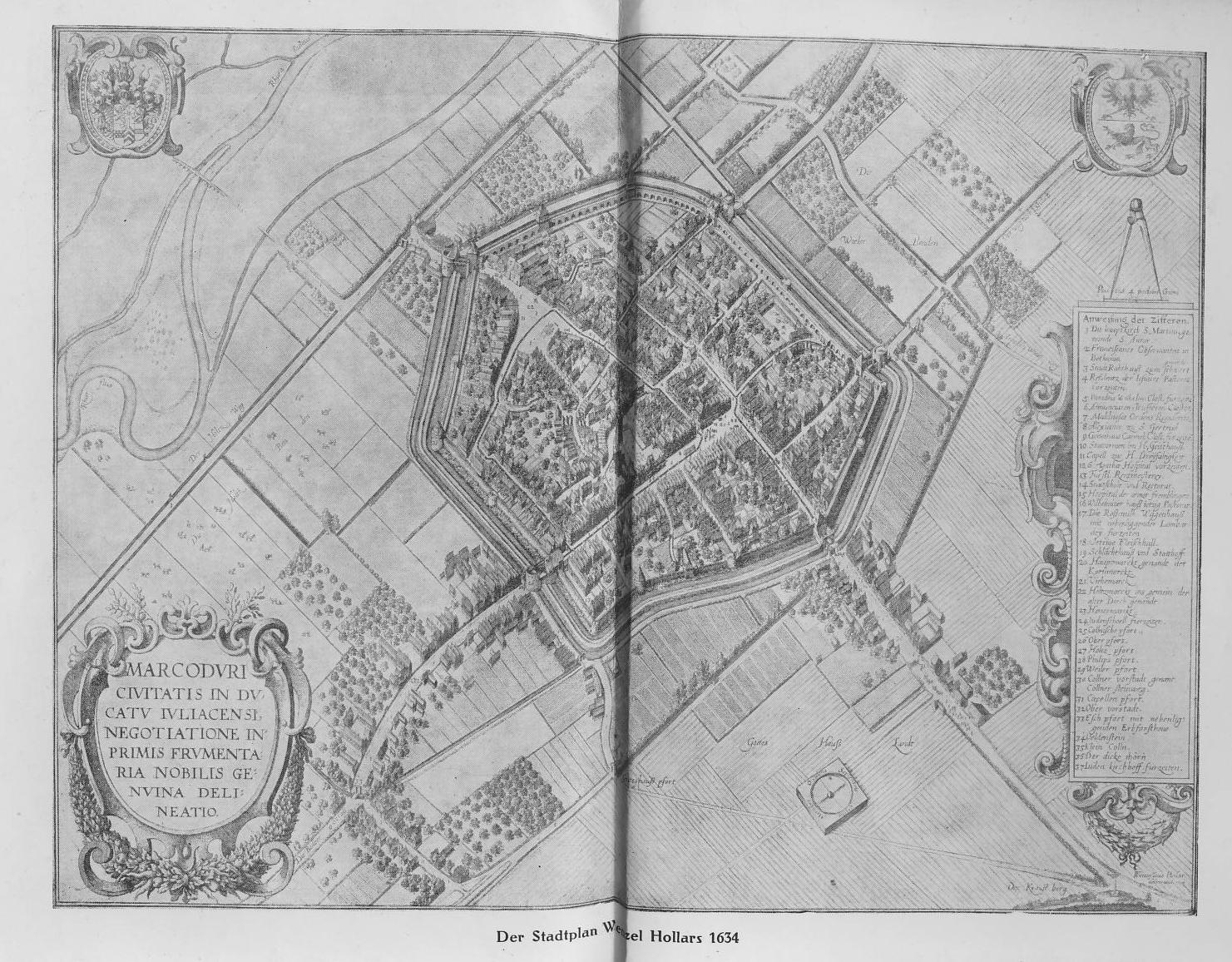
Düren im Mittelalter

Das mittelalterliche Düren in Nordrhein-Westfalen hatte mehrere Vorstädte, eine vor dem Obertor, eine vor dem Kölntor und eine vor dem Holztor.
Die Vorstadt vor dem Obertor hatte zwei Tore, das Eschtor und das Gotteshaustor. Das Eschtor stand dem damaligen Kurtenbachshof gegenüber und erhielt seinen Namen von dem Ritter von Esch, dessen Burg in der Nähe der sogenannten Insel lag. Das Gotteshaustor stand an der damaligen städtischen Baumschule und erhielt seinen Namen von dem ehemaligen Karmeliterkloster, das Gotteshaus genannt wurde. Diese Vorstadt zerfiel in drei Straßen.
- Die Obervorstadt, auch „Altwerk“ genannt, vom Obertor bis zum Eschtor.
- Die Straße vom Eschtor bis zur Hurengasse.
- Die Gotteshausstraße vom Obertor bis zum Gotteshaustor.

Die Vorstadt vor dem Kölntor, damals „Kölnersteinweg“ genannt, bildete nur eine Straße und endete am ehemaligen Kapellentor. Dieses Tor stand in der Nähe des heutigen Adenauer-Parks, der vormals der katholische Friedhof von Düren war. Das Kapellentor hatte seinen Namen von der nahe gelegenen Marienkapelle, welche nicht zu verwechseln ist mit der später gebauten Dreifaltigkeitskapelle.
- Die Vorstadt vor dem Holztor erstreckte sich vom Holztor bis zur Orgelgasse (die Orgelgasse war ein damaliger Teilabschnitt der heutigen Holzstraße und benannt nach einem Drehorgelspieler der dort wohnte) und schloss mit zweit Törchen, einem am Eingang der Orgelgasse und eines seitwärts an der späteren Aachener Chaussee (die heutige August-Klotz-Straße) an.

Vor dem Philipps- und Wirteltor waren keine wirklichen Vorstädte, jedoch standen in einiger Entfernung vor der den Haupttoren kleine Vortörchen.
Diese mittelalterlichen Vorstädte und Vortore des alten Dürens wurden 1543 beim Dritten geldrischen Erbfolgekrieg, auch Jülicher Fehde genannt, völlig zerstört.